# Patrick van Rensburg

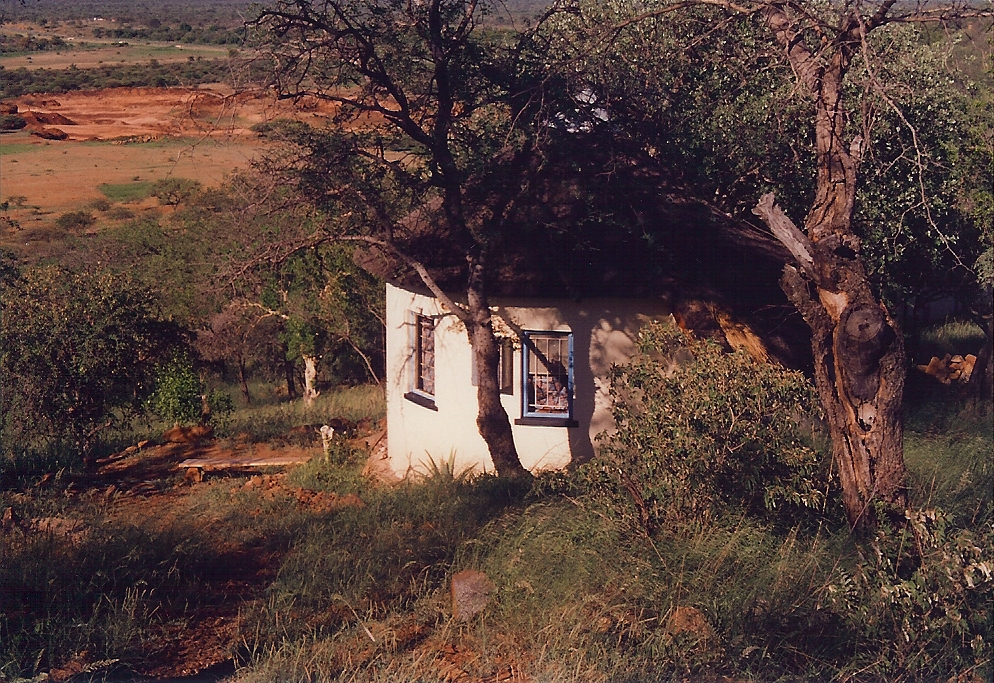
Nhà của Ban quản trị Trường Swaneng Hill, do Patrick van Rensburg sáng lập ở Serowe, Botswana

Patrick van Rensburg (1931-2017) là một nhà giáo dục người châu Phi và nhà hoạt động chống phân biệt chủng tộc - Apartheid. Ông sáng lập Brigades Movement ở Botswana, và Quỹ Education with Production hoạt động ở Nam Phi, Botswana và Zimbabwe.

## Cuộc đời
Van Rensburg sinh ở Durban, Nam Phi. Cha mẹ ông ly hôn khi ông còn trẻ, ông được bà (nội/ngoại) người Afrikaner  cùng ông chồng người Pháp-Mauritius nuôi dưỡng. Gia đình nói tiếng Anh ở nhà và theo đạo Công giáo, một sự khác biệt lớn so với giáo dục truyền thống của người Afrikaner. Van Rensburg theo học trường St. Henry's Marist Brothers' College và Glenwood High School.

## Hoạt động chính trị và ngoại giao
Van Rensburg làm phó lãnh sự Nam Phi ở Congo thuộc Bỉ (nay là Cộng hòa Dân chủ Congo) từ tháng 2 năm 1956 tới tháng 5 năm 1957 thì từ chức để phản đối chính sách apartheid (phân biệt chủng tộc) của Nam Phi. Ông gia nhập đảng Tự do Nam Phi (South African Liberal Party), trở thành bí thư tổ chức đảng ở tỉnh Transvaal tháng 9 năm 1958.
Năm 1959 ông sang Vương quốc Anh và lập tức bắt đầu giúp tổ chức chiến dịch tẩy chay hàng hóa của Nam Phi ở Vương quốc Anh và Hà Lan năm 1960. Chiến dịch này được sự ủng hộ của các tổ chức và các cá nhân khác, trong đó có Julius Nyerere, Trevor Huddleston, Canon John Collins và Tennyson Makiwane. Phong trào tẩy chay hàng hóa đã sớm trở thành Phong trào chống Apartheid ở Anh.
Van Rensburg đã bị các người Afrikaner lăng mạ vì tham gia vào chiến dịch nói trên, và khi ông trở về Nam Phi năm 1960, ông bị tịch thu hộ chiếu do đó ông đã chạy trốn vượt biên qua Swaziland.

## Botswana
Sau đó ông di chuyển sang Bechuanaland (nay là Botswana). Hiện nay ông là một chính khách cao tuổi của Botswana và viết cho báo Mmegi, một nhật báo độc lập.

## Gia đình
Ông có hai con trai: Mothusi van Rensburg, Thomas van Rensburg và 1 người con gái: Joanna Forbes.

## Giải thưởng
- 1981 Giải thưởng Right Livelihood, chung với Bill Mollison và Mike Cooley

## Tác phẩm
- Guilty Land. London: Penguin, 1962. ISBN B0000CL9AT
- Report from Swaneng Hill. Uppsala: Dag Hammarskjold Foundation, 1974. ISBN 91-85214-01-9
- The Serowe brigades: Alternative education in Botswana. Macmillan for the Bernard van Leer Foundation, 1978. ISBN 0-333-23594-0
- With Andrew Boyd. Atlas of African Affairs. London: Methuen, 1962. ISBN 0-416-64770-7.

Van Rensburg đã viết một số bài cho Quỹ Dag Hammarskjöld.